# L'Atlantide (film, 1949)
Pour les articles homonymes, voir Atlantide (homonymie).
Pour plus de détails, voir Fiche technique et Distribution.
L'Atlantide (titre original : Siren of Atlantis) est un film américain de Gregg Tallas sorti en 1949.

## Synopsis
Dans les années 1920, deux officiers partent à la recherche du royaume englouti de l'Atlantide. Lorsqu'ils arrivent à destination, ils sont capturés puis emprisonnés par la cruelle reine Antinea...

## Fiche technique
- Titre original : Siren of Atlantis
- Réalisation : Gregg Tallas, John Brahm et Arthur Ripley (non crédités)
- Scénario : Robert Lax et Rowlang Leigh d'après le roman de Pierre Benoit
- Dialogues additionnels : Thomas Job
- Directeur de la photographie : Karl Struss
- Montage : Gregg Tallas
- Musique : Michel Michelet
- Costumes : Jean Schlumberger
- Décors : Lionel Banks
- Production : Seymour Nebenzal
- Genre : Film d'aventures
- Pays de production :  États-Unis
- Durée : 75 minutes (1 h 15)
- Date de sortie :
  - États-Unis : janvier 1949
  - France : 23 septembre 1949

## Distribution
- María Montez (VF : Claire Guibert) : la reine Antinea
- Jean-Pierre Aumont (VF : Lui-même) : Lt. André Saint-Avit
- Dennis O'Keefe (VF : Jean Davy) : Capt. Jean Morhange
- Henry Daniell (VF : Gérard Férat) : Henry Blades
- Morris Carnovsky : Le Mesge
- Alex Minotis : Cortot
- Russ Conklin : Eggali
- Alan Nixon (VF : Jean-Henri Chambois) : Lindstrom
- Pierre Watkin (VF : Jacques Berlioz) : le colonel
- Milada Mladova (VF : Jeanine Freson) : Tanit Zerga
- Herman Boden : Cegheir
- Margaret Martin : Handmaiden
- Charles Wagenheim : le docteur
- Jim Nolan (VF : René Arrieu) : le major (commandant en VF) Lefebvre
- Joseph Granby (VF : Raymond Rognoni) : Capt. Meunier, l'expert
- John Shelton (VF : Raymond Loyer) : Lt. Ferrière